# Mark Hughes (baloncestista)
Mark Anthony Hughes (Youngstown, Ohio, 14 de noviembre de 1997) es un jugador de baloncesto profesional estadounidense. Mide 1 metros y 93 centímetros y juega de escolta y alero, pudiendo desempeñarse también como base. Actualmente pertenece a las filas del Bàsquet Girona de la Liga ACB. 

## Carrera deportiva

### Universidad
Formado durante 4 temporadas en la Universidad Estatal Wright en Ohio, en la que obtuvo el graduado en Ciencias del Deporte. Disputó la Division I de la NCAA con los Wright State Raiders desde 2015 a 2019. En su último año universitario promedió 9,2 puntos, 2,9 asistencias y 4,2 rebotes. 

### Profesional
Tras no ser drafteado en 2019, firma por el Worcester Wolves de la British Basketball League, la máxima competición de Reino Unido, logrando en la temporada 2019/20 promedios de 14,4 puntos, 4,4 rebotes y 2,7 asistencias, con 15,3 puntos de valoración.
El 10 de septiembre de 2020 firma por el Club Polideportivo La Roda de Liga LEB Plata. Completó la temporada 2020/21 con promedios de 12.2 puntos, 4.6 rebotes y 2.3 asistencias, siendo elegido MVP de la jornada octava de la liga regular.
El 5 de agosto de 2021, firma por el Força Lleida Club Esportiu de la LEB Oro y formaría parte de la plantilla a las órdenes de Gerard Encuentra durante la temporada 2021-22.
El 17 de agosto de 2022, firma por el CB Estudiantes de la LEB Oro.
El 19 de agosto de 2024, firma por el Real Betis Baloncesto de la Liga LEB Oro.
El 15 de agosto de 2025 ficha por el Bàsquet Girona de la Liga ACB.

## Internacional
Es internacional con la Selección de baloncesto de Estados Unidos sub-22, con la que disputó en 2019 un torneo en China.